# Ma’arrat Sajdnaja
Ma’arrat Sajdnaja (arab. معرة صيدنايا) – miejscowość w Syrii, w muhafazie Damaszek. W 2004 roku liczyła 3084 mieszkańców. Chrześcijańska miejscowość tradycyjnie zamieszkana przez katolików.